# Pfarrkirche Stiefern

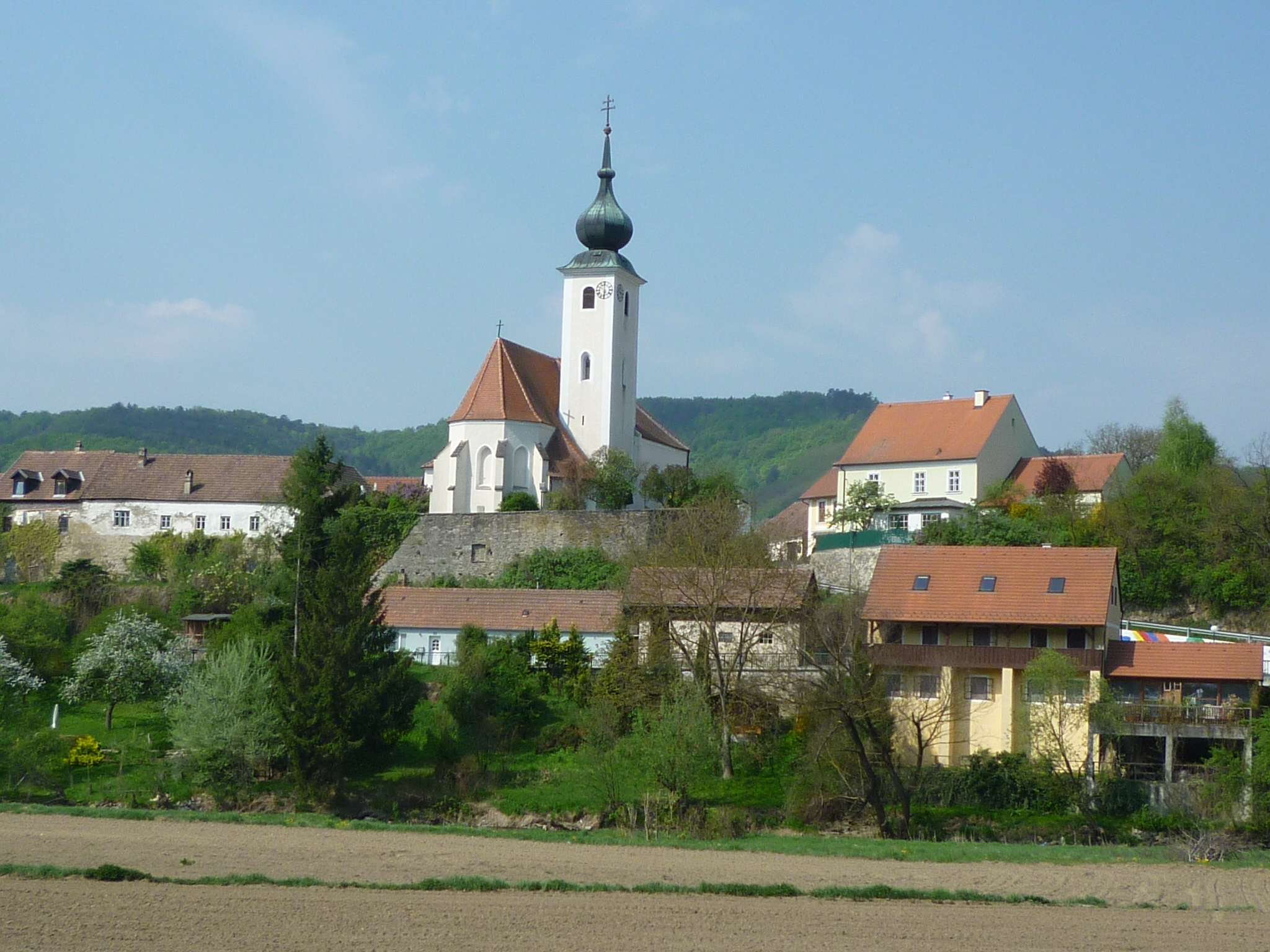
Katholische Pfarrkirche hl. Johannes der Täufer in Stiefern

Die römisch-katholische Pfarrkirche Stiefern steht im Osten des Ortes Stiefern dominierend über dem Kamp in der Marktgemeinde Schönberg am Kamp im Bezirk Krems-Land in Niederösterreich. Die dem Patrozinium des Heiligen Johannes der Täufer unterstellte Pfarrkirche gehört zum Dekanat Horn in der Diözese St. Pölten. Die Kirche und der Kirchhof stehen unter Denkmalschutz (Listeneintrag).

## Geschichte
Urkundlich wurde 1006 (?) eine Kirche genannt. Die spätgotische Saalkirche mit einem Nordturm um 1500 und einem westlichen Zubau einer Querhalle des Langhauses durch den Baumeister Bartholomäus Lukas 1660 ist von einer mächtigen mittelalterlichen Wehrmauer umgeben, dabei wurden Quadersteine aus der ehemaligen Burg vermauert. Der ehemalige Friedhof um die Kirche wurde im 19. Jahrhundert aufgelassen.
Urkundlich bestand 1266 eine Pfarre, die im Ende des 14. Jahrhunderts unter das Patronat des Stiftes Altenburg gestellt wurde. Während der Reformation blieb die Pfarre katholisch. 1783 wurde die Pfarre der neuen Pfarre Unterplank, heute Plank am Kamp, zugeteilt.

## Architektur
Das Kirchenäußere zeigt ein Langhaus um 1500 mit einer westlich vorgebauten Querhalle um 1660, die Westfront ist eine glatte Giebelwand mit einem Portalvorbau. Südlich am Langhaus steht ein Anbau einer Heilig-Grab-Kapelle. Der Chor mit einem Fünfachtelschluss um 1500 hat gestufte Strebepfeiler und Spitzbogenfenster. Der massive Nordturm ist dreigeschoßig und trägt einen neobarocken Zwiebelhelm, daran östlich anschließend steht ein Sakristeianbau aus dem Anfang des 19. Jahrhunderts. Nördlich bei der Sakristei befindet sich ein ehemaliger Zugang zum Friedhof.
Das Kircheninnere zeigt im Langhaus eine dreischiffige kreuzgratgewölbte Querhalle aus 1660 auf Pilastern, in der vorgestellten Portalvorhalle befindet sich eine eingebaute Orgelempore. Südlich der Querhalle befindet sich die kuppelig überwölbte Heilig-Geist-Kapelle. Mittig der Querhallte schließt das einschiffige zweijochige Langhaus aus 1500 unter Netzrippengewölben mit durchgesteckten Rippen auf kontinuierlich aus der Wand tretenden Anläufen an, im ersten Joch befindet sich nördlich eine Seitenkapelle unter einem Sternrippengewölbe auf abgetreppten Anläufen und südlich eine kreuzgratgewölbte Seitenkapelle mit einer Pilastergliederung um 1660. Der eingezogene Triumphbogen ist spitzbogig. Der Chor ist gering breiter als das Langhaus und hat ein Parallelnetzrippengewölbe, der östliche Schlussstein hat ein Relief Christuskopf. Die nördliche Sakristei unter einem Platzlgewölbe hat ein gedrücktes Korbbogenportal aus dem 18. Jahrhundert.

## Einrichtung
Der Hochaltar aus 1767 als pilaster- und säulengegliedertes Retabel mit einem Doppelvolutenauszug zeigt in einer Strahlenglorie die Figur Gottvater und die Statuen der Heiligen Zacharias und Elisabeth und zeigt das Altarbild Taufe Christi von Martin Johann Schmidt 1767. Der von Voluten flankierte Tabernakel zeigt Engel und eine Strahlenglorie.
Der linke Seitenaltar aus 1641 als dreiachsiges Retabel mit gedrehten Astsäulen und Blattsäulen trägt in einem gesprengten Giebel auf einem Postamentaufsatz die Statuen der Heiligen Wolfgang, Georg und Michael und im Aufsatz eine Pietà, hl. Stephanus und Engel, Caspar Leusering zugeschrieben. Der rechte Seitenaltar als spätbarockes Säulenretabel mit einem breiten Volutenaufsatz trägt die Figur Gottvater in einer Wolkenglorie und die Statuen der Heiligen Joachim und Anna, Sebastian und Rochus und als Mittelstatue Maria in einem Baldachin aus dem 19. Jahrhundert. Der Altar hl. Johannes Nepomuk in der nördlichen Seitenkapelle entstand in der ersten Hälfte des 18. Jahrhunderts und wurde aus einzelnen Stücken zusammengesetzt, er zeigt im Volutensockel mit reliefierten Szenen das Leben des hl. Johannes Nepomuk, das Altarblatt zeigt den hl. Johannes Nepomuk in einem Volutenrahmen mit Akanthusbändern und Gitterwerk.
Die Orgel baute Franz Capek 1914, 2002 wurde sie durch ein neues Werk von Josef Diethard Pemmer ersetzt.

## Grabdenkmäler
- Im ehemaligen nördlichen Zugang zum Friedhof befinden sich Grabsteine, zu Joseph Geiger 1785 und zu Franziskus Schreiber 1760.